# Gothique isabélin

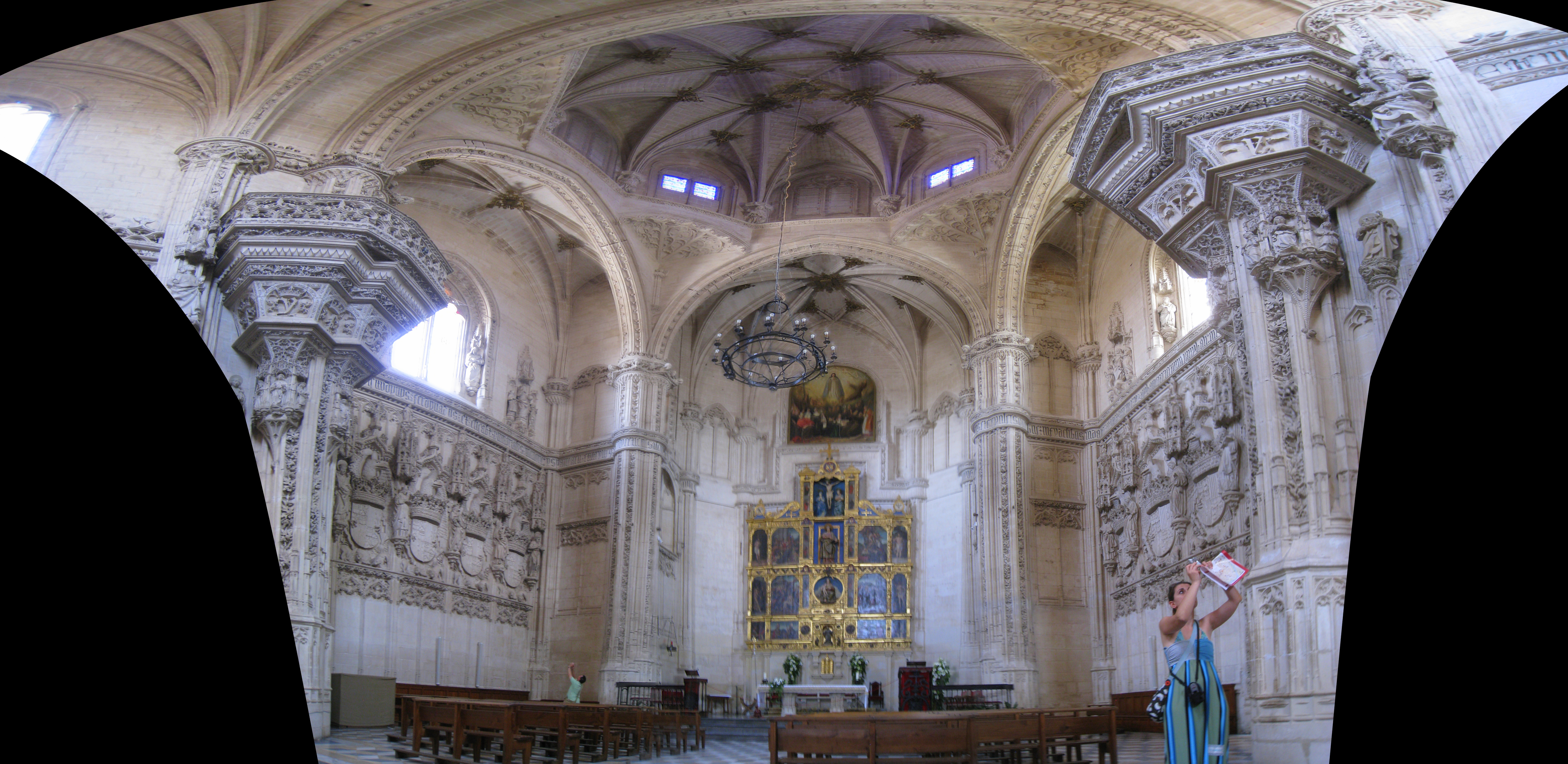
Intérieur de Monastère de Saint-Jean des Rois, Tolède

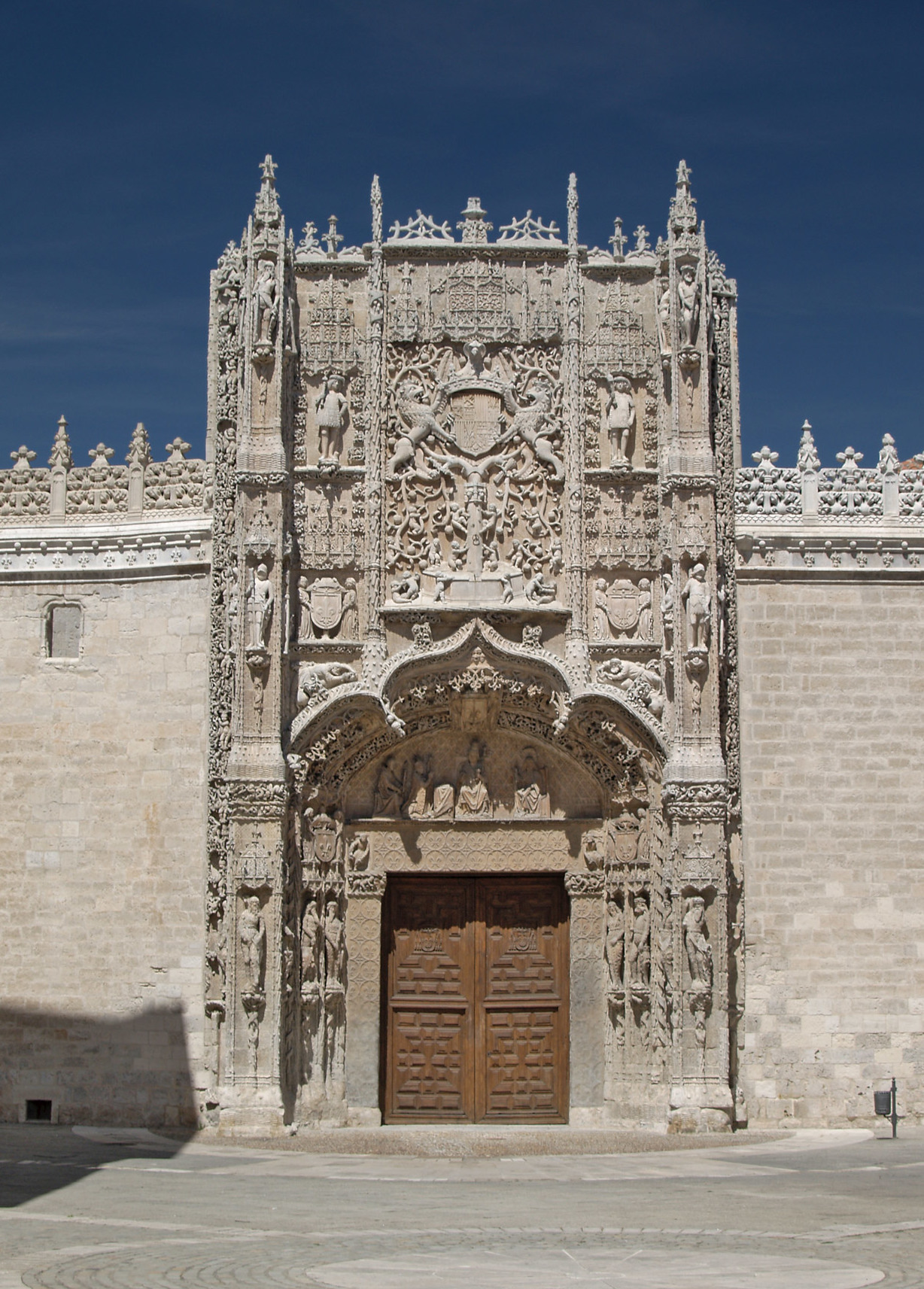
Façade de la Colegio de San Gregorio, Valladolid, traditionnellement attribuée à Gil de Siloé et à son atelier

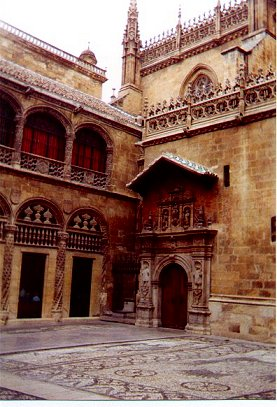
Entrée de la Chapelle royale de Grenade

Le Gothique Isabélin (en espagnol, gotico Isabelino) était le style architectural dominant de la Couronne de Castille sous le règne de la reine Isabelle première, il représente la fin de la transition gothique à l'architecture Renaissance précoce, avec des caractéristiques originales et des influences décoratives de l'art hispano-mauresque, hispano-flamand et, dans une moindre mesure, de l'architecture italienne.
La considération du style isabélin comme forme du gothique ou de la Renaissance, comme un style générique, ou comme une phase à l'intérieur du style plateresque, est une question débattue par l'historiographie de l'art et qui ne fait pas consensus.

## Présentation
Le style Isabélin introduisit plusieurs éléments structurels de la tradition castillane et des formes flamandes flamboyantes, ainsi que quelques influences islamiques. La plupart des bâtiments qui furent construits dans ce style furent commandés par les Rois Catholiques ou étaient sous leur mécénat d'une façon ou d'une autre. En parallèle se développa au Portugal un style très similaire dit manuélin. La caractéristique la plus évidente de l'isabélin est la domination des motifs héraldiques et épigraphiques, notamment les symboles du joug et des flèches et de la grenade, qui font référence aux Rois Catholiques. Une autre caractéristique de cette période est la présence de perles pour l'ornementation à base de plâtre ou sculptés dans la pierre.
Les références à l'Antiquité classique en Espagne étaient à peine plus que littéraires, contrairement à l'Italie où la présence d'édifices romains était bien plus abondante, et le « gothique » avait dû s'adapter au goût classiciste local. Jusqu'à la décennie 1530, et même après, on n'avait pas fini d'imposer le style « le roman façon moderne » dans l'architecture espagnole. L'usage de ces termes se référait, pour ceux qui l'utilisaient, à des choses différentes à ce qu’aujourd’hui on pourrait penser : le « roman » était le style Renaissance classique, puriste et italianisant ; alors que le « moderne » était pour eux le gothique qui était structurellement rationnel et efficace, ainsi que le vocabulaire décoratif plateresque.
Indépendamment des caractéristiques des ambiances intérieures, le gothique s'appuie sur des systèmes et des structures à l'efficacité connue et démontrée. Plus précisément, le style gothique avait reçu dans la Péninsule ibérique une série de modifications liées aux traditions locales : des fenêtres plus petites et des toitures aux pentes bien moins prononcées – voire des couvertures planes – ce qui en fit un style réellement original, mais qui profitait de l'efficacité des structures gothiques éprouvées par ailleurs. D'un autre côté, les architectes espagnols habitués au gothique voyaient avec un certain mépris leurs homologues italiens obligés d'introduire des éléments structuraux métalliques en renfort dans les arcs pour résister aux pressions horizontales, que le système gothique aux distributions de forces bien connues rendait inutiles.
À partir de cet héritage gothique se développa un style propre où furent inclus des éléments plus modernes. L'exemple le plus représentatif de ce style est peut-être le monastère de Saint-Jean des Rois à Tolède, où l'idée gothique est plus présente dans la structure de la construction que dans la conception de l'espace intérieur où relation au gothique français se fait plus lointaine, mais plus proche d'une construction traditionnelle locale.
Grâce à ce style, la tradition architecturale de la Péninsule, qui s'était temporairement éloignée de l'architecture classique après plusieurs siècles de style gothique, préféra, par tradition propre, par rationalisme constructif, le système gothique. Il évolua au fil du temps du point de vue de la décoration des édifices correspondant à l'enrichissement général du pays à cette époque, vers un style de plus en plus chargé nommé plateresque, alors qu'étaient conservés divers éléments du gothique, notamment quant à la répartition de forces sur les piliers – et non sur des murs comme pour le roman – en les soutenant avec des arcs-boutants avec leurs chapiteaux et, très souvent, des arcs brisés.

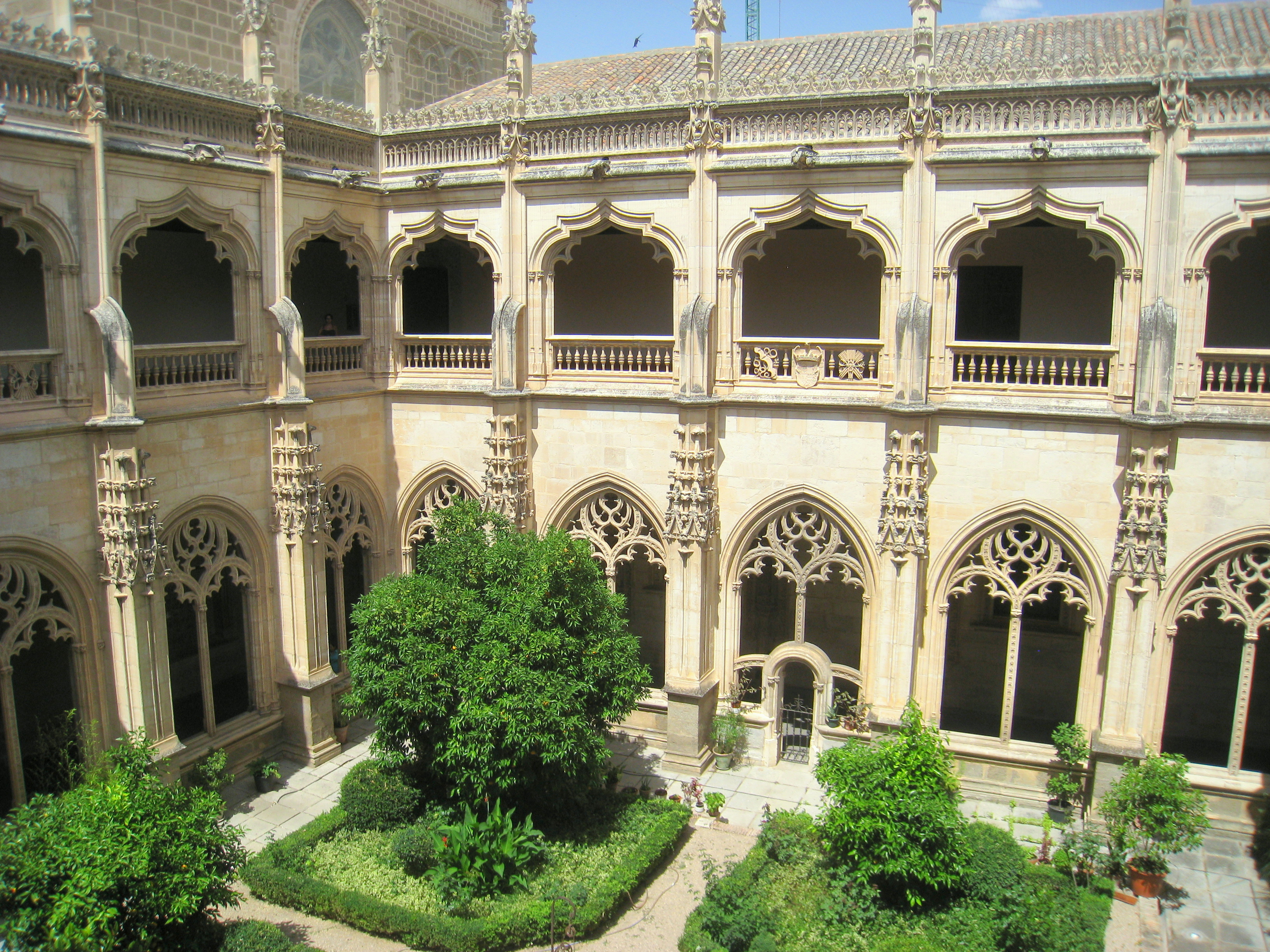
Cloître de San Juan de los Reyes, Toledo.
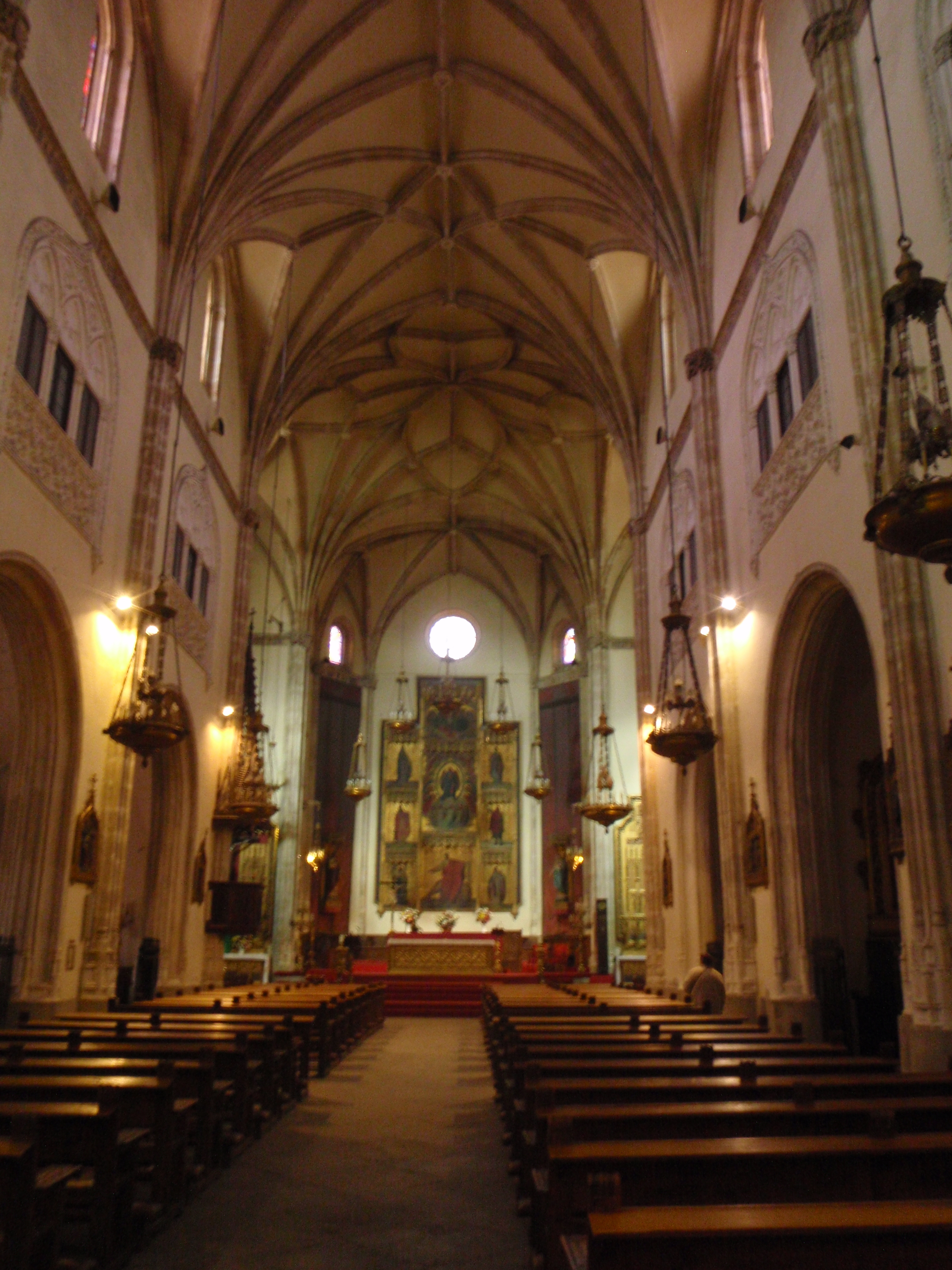
Saint Jérôme le royal, Madrid.
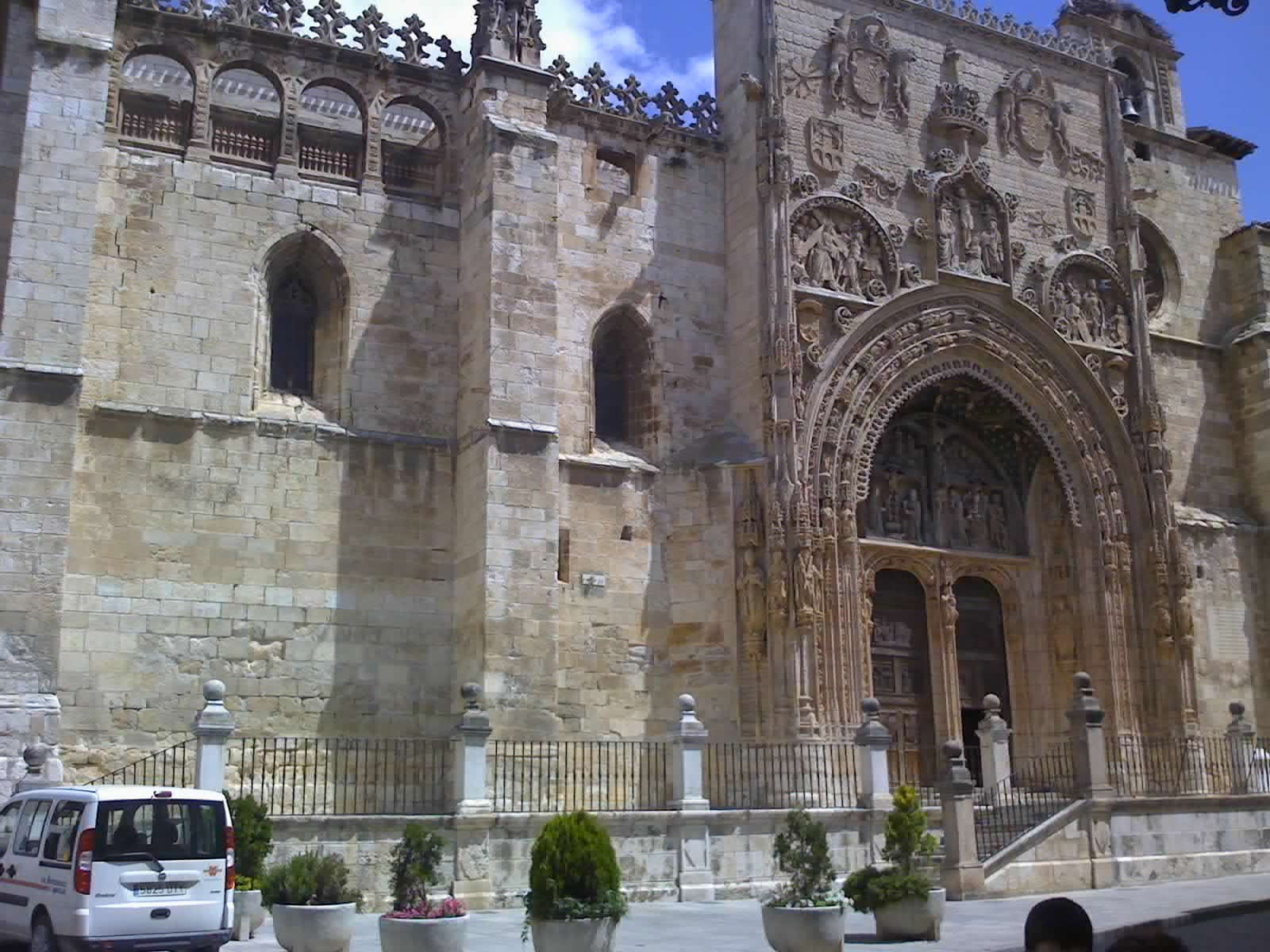
Église Sainte-Marie d'Aranda de Duero (es).
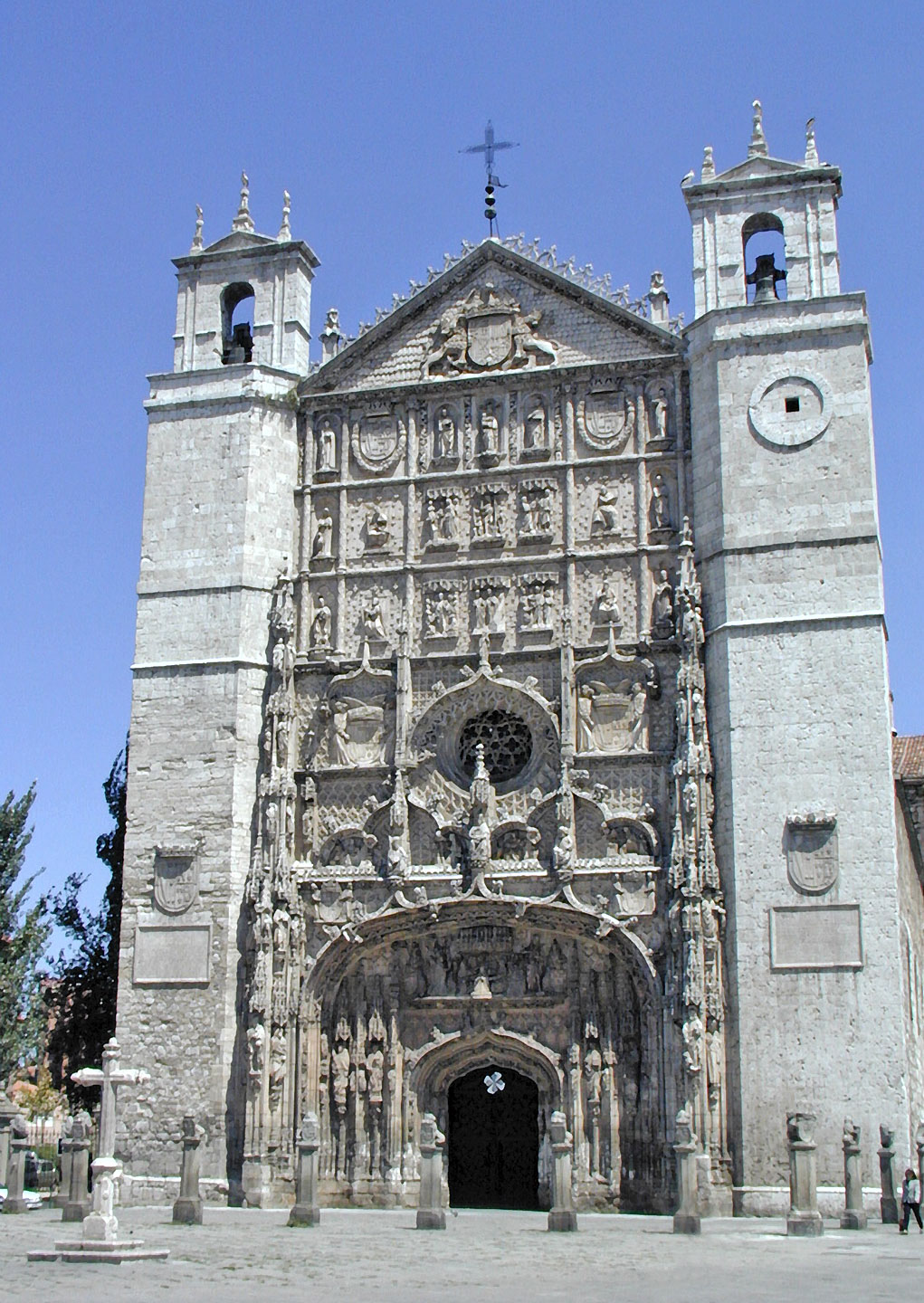
Église conventuelle Saint-Paul de Valladolid.
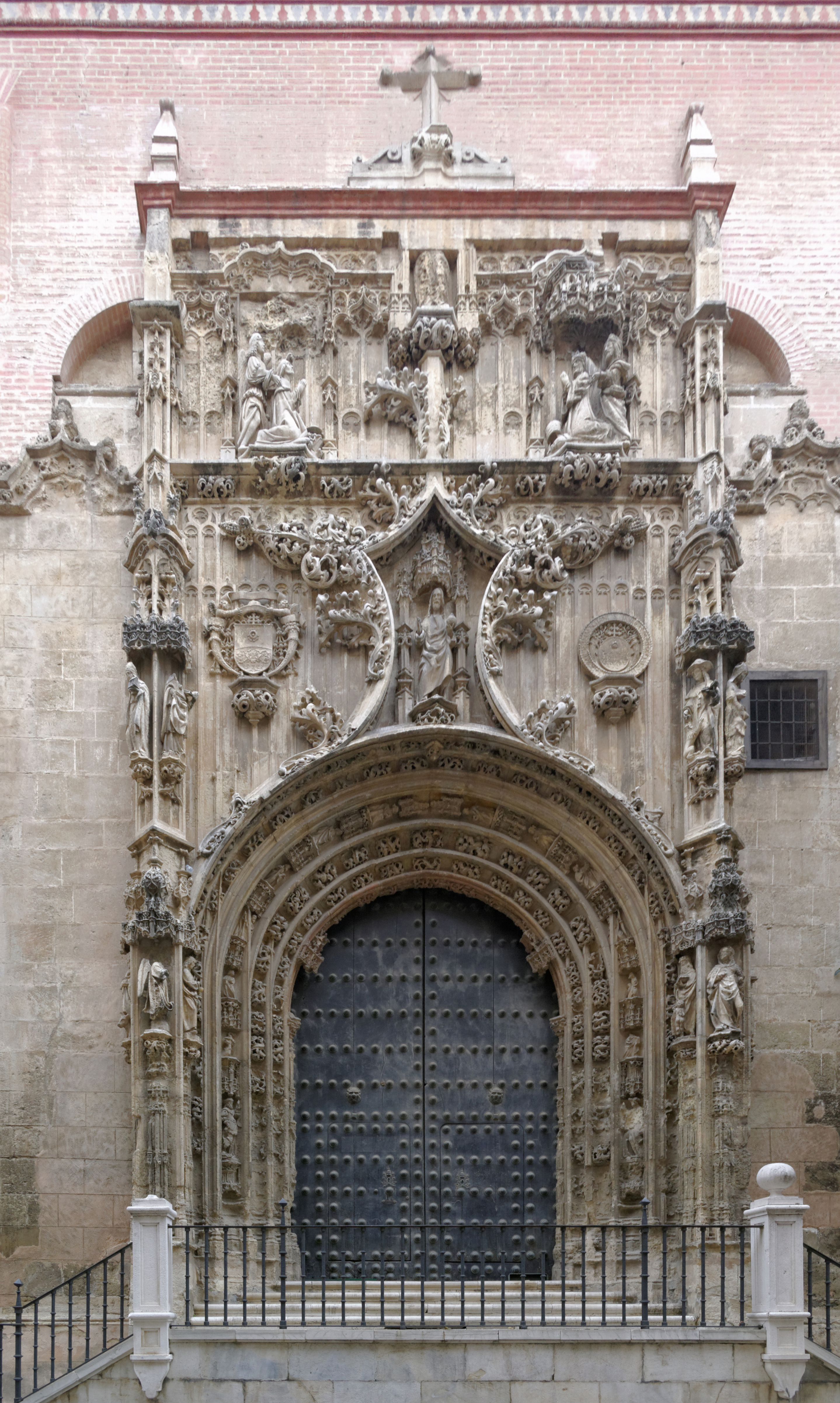
Église Sainte-Marie du sacré de Malaga (es), Málaga

## Principaux architectes
- Juan Guas
- Egas Cueman
- Enrique Egas
- Simón de Colonia

## Édifices isabélin remarquables
- Monastère de Saint-Jean des Rois à Tolède
- Chapelle royale de Grenade
- Église conventuelle Saint-Paul de Valladolid
- Collège Saint-Grégoire à Valladolid
- Monastère de San Jerónimo el Real à Madrid
- Monastère Saint-Thomas (es) de Avila
- Chartreuse de Miraflores à Burgos
- Palais de l'Infantado (Guadalajara)
- Façade du Palais Jabalquinto, Baeza